# نیس (سور تروندلاگ)
نیس (به لاتین: Nes) یک منطقهٔ مسکونی در نروژ است که در سور تروندلاگ واقع شده‌است. نیس ۶۰ کیلومتر مربع مساحت و ۱٬۱۰۷ نفر جمعیت دارد.